# Andrena nigripes
Andrena nigripes là một loài Hymenoptera trong họ Andrenidae. Loài này được Provancher mô tả khoa học năm 1895.